# 角膜反射

此流程圖描述了角膜反射/眨眼反射的路徑。 黃色箭頭表示傳入纖維，而橙色箭頭表示傳出纖維。

角膜反射（英語：corneal reflex）又称眨眼反射（blink reflex），是指刺激角膜時所引起的不自主眨眼行為。造成這反射的原因包括觸碰角膜、異物進入或明亮的光綫。與被刺激的眼睛有直接因果關係的不自主眨眼称为直接角膜反射，和刺激无关的另一只眼睛也会同时产生反应，称为间接角膜反射。角膜反射的速率为0.1秒。人类进化出这种反射是为了保护异物和明亮的灯光对眼睛产生不良影响。角膜反射也可以发生于声音大于40—60分贝时。
角膜反射介导的机制：
1. 第五颅神经（三叉神经）眼支鼻睫分支（V1）感应到角膜、眼睑或结膜的刺激。
2. 延髓中枢的脑桥接受传入信号并产生反馈信号。
3. 双侧第七颅神经（面神经）控制眼轮匝肌作出运动反应（即眨眼）。

角膜反射检查是常用的神经系统检查。正常人在健康狀態下均存在直接和间接角膜反射。直接和间接角膜反射同时消失提示患者可能有三叉神经（眼支）病变；直接反射消失，间接反射存在，提示患者患侧面神经瘫痪；角膜反射完全消失可见于深度昏迷患者。
值得注意的是，隐形眼镜的使用可能会使角膜反射迟滞或消失。